# 斯捷帕尼夫卡 (馬格達利尼夫卡區)
49°9′46″N 34°58′56″E / 49.16278°N 34.98222°E
斯捷帕尼夫卡（烏克蘭語：Степанівка），是烏克蘭中部的村莊，隸屬第聶伯羅彼得羅夫斯克州的薩馬爾區。該村處於奧列利河左岸，距離科夫帕基夫卡2公里，海拔高度76米，2001年人口211。